# Fourteenth Street Bridge
Die Fourteenth Street Bridge (auch Ohio Falls Bridge oder Pennsylvania Railroad Bridge) ist eine eingleisige Eisenbahnbrücke über den Ohio zwischen Louisville in Kentucky und Clarksville in Indiana. Namensgeber ist die Lage der Zufahrt zur Brücke im Stadtraster von Louisville, entlang der 14. Straße (engl. Fourteenth Street), deren Fläche aber ausschließlich durch den Bahndamm eingenommen wird. Sie führt über die Stromschnellen Falls of the Ohio, die heute größtenteils unterhalb des Wasserspiegels der Staustufe McAlpine Locks and Dam liegen.
Erste Planungen zum Bau einer Brücke aus den 1830er-Jahren gehen auf den Politiker James Guthrie zurück. Nach mehreren erfolglosen Anläufen konnte das Projekt aber erst über 30 Jahre später, nach dem Amerikanischen Bürgerkrieg, realisiert werden. Die erste Eisenbahnbrücke über den Ohio in Kentucky wurde schließlich vom Brückenbauingenieur der Louisville and Nashville Railroad (L&N), Albert Fink, entworfen und verband dort ab 1870 die Eisenbahnnetze des Mittleren Westens mit denen der Südstaaten. Finks eingleisige Fachwerkbrücke war fast 50 Jahre lang in Betrieb, konnte aber das Anfang des 20. Jahrhunderts auf bis zu 300 Züge täglich angestiegene Verkehrsaufkommen nicht mehr bewältigen. Die Pennsylvania Railroad (PRR) sah sich als damaliger Eigner daher zum Neubau eines zweigleisigen Stahl-Überbaus gezwungen, den man bis 1919 bei laufendem Betrieb errichtete. Im Jahr 1976 ging die insolvente Nachfolgegesellschaft Penn Central zusammen mit der Brücke in den Besitz der staatlichen Auffanggesellschaft Conrail über. Die Louisville and Indiana Railroad (LIRC) erwarb 1994 die Brücke und betreibt sie heute nur noch eingleisig für den Güterverkehr zwischen Louisville und Indianapolis.

## Geschichte

### Falls of the Ohio

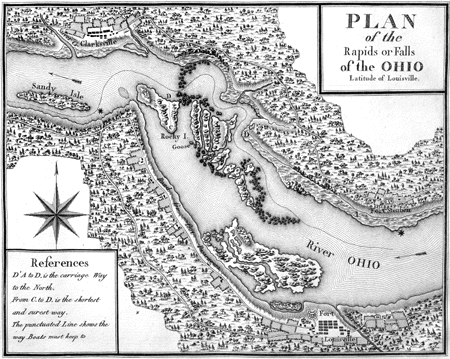
Falls of the Ohio 1796

Die Falls of the Ohio liegen etwa 980 Flusskilometer vom Ursprung des Ohio bei Pittsburgh entfernt und waren bis zum Bau eines Kanals eine natürliche Barriere für den Schiffsverkehr, die nur bei ausreichend hohen Pegelständen für etwa zwei Monate im Jahr passierbar war. Aufgeschlossene harte Gesteinsbänke aus den fossilreichen devonischen Kalksteinen der Jeffersonville Limestone Formation bildeten auf einer Strecke von drei Kilometern im Flussbett Stromschnellen aus, wo der Ohio Felsen und Kalkklippen erodierte und dabei einen Höhenunterschied von etwa acht Metern überwand. Durch den Zwangsstopp für Reisende entlang des Flusses und das nötige Umsetzen von Fracht, auf dem Weg von der Ostküste Richtung Westen bis zur Vereinigung mit dem Mississippi bei Cairo und weiter in Richtung Golf von Mexiko oder Westküste, entwickelten sich hier Siedlungen, aus denen später die Städte Louisville auf der Kentucky-Seite sowie Clarksville und Jeffersonville auf der Indiana-Seite hervorgingen.
Auf der Kentucky-Seite ließ sich 1820 der neu ernannte Staatsanwalt des Jefferson County und spätere Politiker James Guthrie im heutigen Louisville nieder. Er setzte sich als Präsident der Betreibergesellschaft des späteren Louisville and Portland Canal für eine Möglichkeit zur Umschiffung der Stromschnellen ein, die entlang des Kentucky-Ufers ab 1826 gebaut und 1830 für den Schiffsverkehr freigegeben wurde. Guthrie war zudem als Mitglied des Senats von Kentucky treibende Kraft bei der Entwicklung von Louisville und wollte sie insgeheim zur Hauptstadt des Bundesstaates ausbauen. Dazu setzte er sich unter anderem für die Errichtung des Jefferson County Courthouse und einer Brücke über die Falls of the Ohio ein. Beide Vorhaben kamen durch die Wirtschaftskrise von 1837 in Finanzierungsprobleme und konnten erst Jahre später fertiggestellt werden. Das Brückenprojekt kam über die Grundsteinlegung 1836 nicht hinaus und auch ein neuer Versuch zur Finanzierung in den 1850er-Jahren scheiterte.

### Brücke von Albert Fink 1870

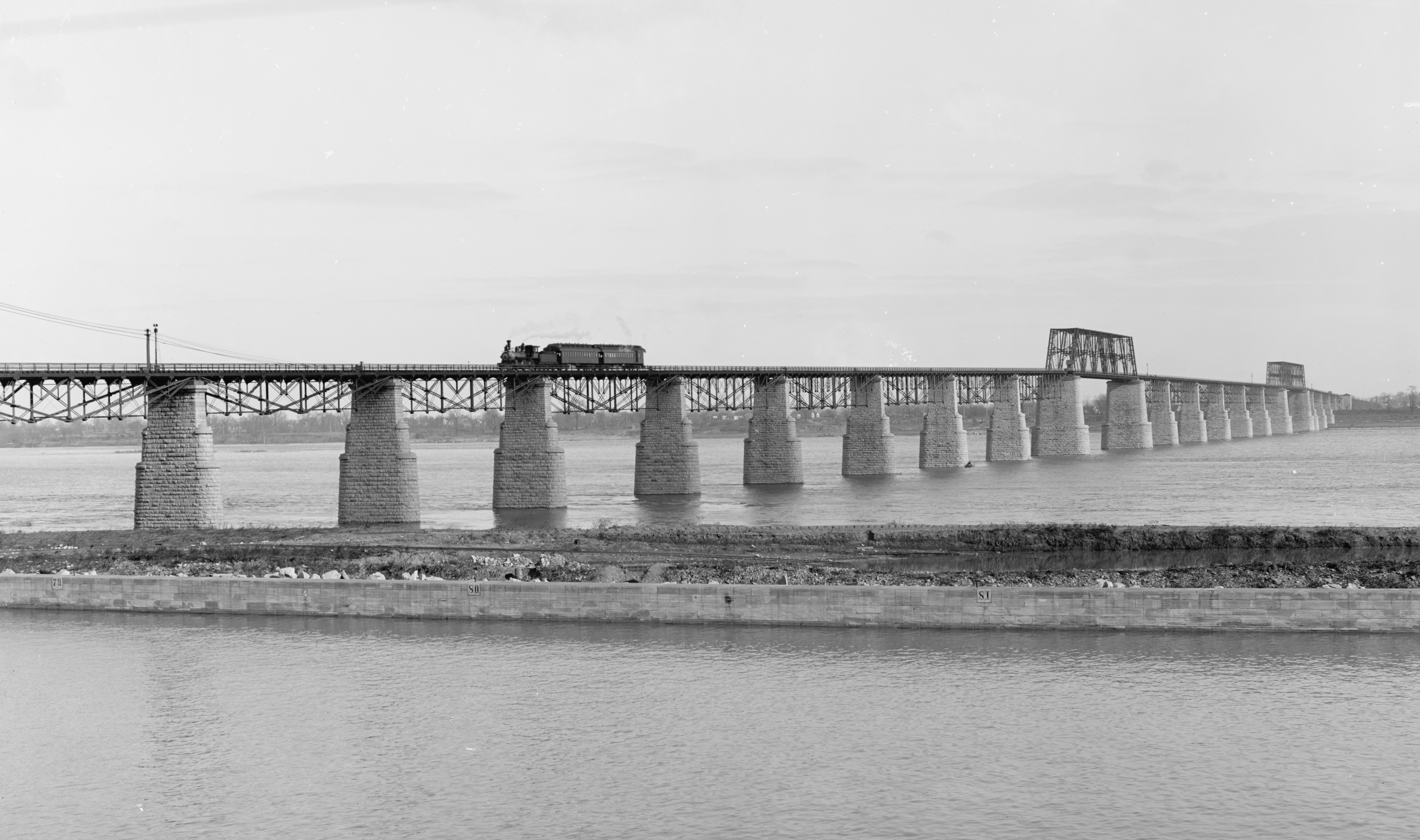
Die erste Fourteenth Street Bridge von Albert Fink 1870, im Vordergrund der Louisville and Portland Canal

Nachdem Guthrie 1853–1857 Finanzminister unter Präsident Franklin Pierce gewesen war, wurde er Vizepräsident der Louisville and Nashville Railroad (L&N) sowie 1860 deren Präsident. Zur Realisierung der lange geplanten Brücke, die die beiden hier durch den Ohio getrennten Eisenbahnnetze des Mittleren Westens und der Südstaaten verbinden sollte, gründete die L&N zusammen mit der Jeffersonville, Madison and Indianapolis Railroad (JM&I) die Louisville Bridge Company. Leitender Ingenieur der L&N war der aus Deutschland emigrierte Bauingenieur Albert Fink. Er entwarf eine 1,6 km lange Fachwerkbrücke aus Guss- und Schmiedeeisen, die eine integrierte Drehbrücke über dem Kanal aufwies und auf 27 bis zu 32 Meter hohen Steinpfeilern ruhte. Besonderes Merkmal waren die von ihm patentierten Fink-Träger mit obenliegendem Gleis, die keinen Untergurt besaßen. Diese frühe Form der Fachwerkträger fand unter anderem noch bei der Wabash Bridge (1871) und der Verrugas-Brücke (1873) Anwendung, wurde aber später durch geschlossene Fachwerke verdrängt.
Die Bauarbeiten begannen am 1. August 1867 und waren Anfang 1870 abgeschlossen, wobei 56 Arbeiter ums Leben kamen und 80 weitere verletzt wurden. Der erste Zug überquerte die 26 Fachwerkträger der damals längsten Eisenbrücke der USA am 18. Februar 1870. Die etwas über acht Meter breite Eisenbahnbrücke besaß zusätzlich an den Außenseiten je einen zwei Meter breiten Fußweg, von denen der östliche ab November 1870 der Öffentlichkeit zur Verfügung stand.

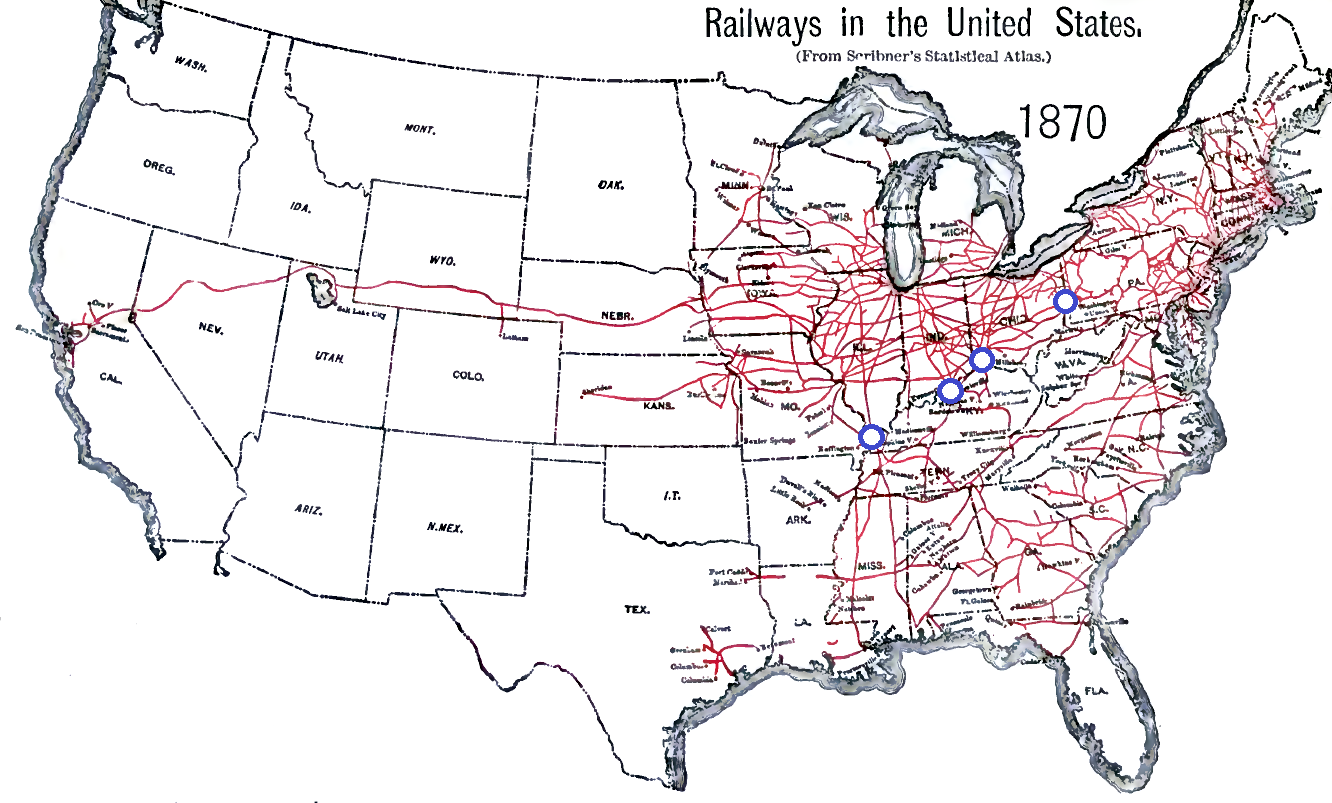
Eisenbahnnetz der USA um 1870, die ersten Verbindungen über den Ohio zw. den Netzen des Mittleren Westens und der Südstaaten entstanden in Cairo, Louisville, Cincinnati und Steubenville (markiert v. l. n. r.)

Die JM&I kam 1871 unter die Kontrolle der Pittsburgh, Cincinnati, Chicago and St. Louis Railway, eine Tochtergesellschaft der Pennsylvania Railroad (PRR), die damit die Verbindung nach Indianapolis kontrollierte, wo Anschluss nach St. Louis, Chicago und an die Ostküste bestand. Die PRR erwarb dann Mitte der 1870er-Jahre den 60-Prozent-Anteil der L&N an der Louisville Bridge Company und wurde dadurch Eigner von einer der ersten Brücken über den Ohio entlang der etwa 1000 km langen nördlichen Grenze von Kentucky. Die erste Eisenbahnverbindung zwischen dem Mittleren Westen und den Südstaaten hatte die Illinois Central Railroad bei Cairo schon 1861 vor dem Amerikanischen Bürgerkrieg (1861–1865) mittels Eisenbahnfähren über den Ohio realisiert und die PRR errichtete die erste Eisenbahnbrücke über den Fluss 1865 an der Ostgrenze von Ohio in Steubenville. Bis Anfang des 20. Jahrhunderts wurden sieben weitere Eisenbahnbrücken auf dem Flussabschnitt in Kentucky errichtet, davon eine in Cairo (1890) und in Henderson (1885), zwei weitere in Louisville (1886, 1895) und drei in Cincinnati (1872, 1877, 1888). In der Phase der expandierenden Eisenbahngesellschaften in Nordamerika nach dem Bürgerkrieg erreichte das Verkehrsaufkommen über die Fourteenth Street Bridge im Jahr 1882 über 150 Züge täglich. Zur Bewältigung des Verkehrs wurde hier auch erstmals die aus Europa stammende Technik der Formsignale (Signale mit beweglichen Elementen) eingesetzt, die in den USA um die Jahrhundertwende Standard wurde.
| Eisenbahnbrücken über den Ohio (nördliche Grenze von Kentucky) | Jahr | Ort        |
| -------------------------------------------------------------- | ---- | ---------- |
| Fourteenth Street Bridge                                       | 1870 | Louisville |
| Newport Southbank Bridge                                       | 1872 | Cincinnati |
| Cincinnati Southern Bridge                                     | 1877 | Cincinnati |
| Henderson Bridge                                               | 1885 | Henderson  |
| Kentucky & Indiana Terminal Bridge                             | 1886 | Louisville |
| C&O Railroad Bridge                                            | 1888 | Cincinnati |
| Cairo Rail Bridge                                              | 1890 | Cairo      |
| Big Four Bridge                                                | 1895 | Louisville |

| Ohio River |

| Ohio River |

| Illinois |

| Indiana |

| Ohio |

| Tennessee |

| Kentucky |

| West Virginia |

| Virginia |

| Missouri |

| North Carolina |

| Cincinnati (1872, 1877, 1888) |

| Henderson (1885) |

| Cairo (1890) |

| Louisville (1870, 1886, 1895) |

### Umbau durch die PRR 1919

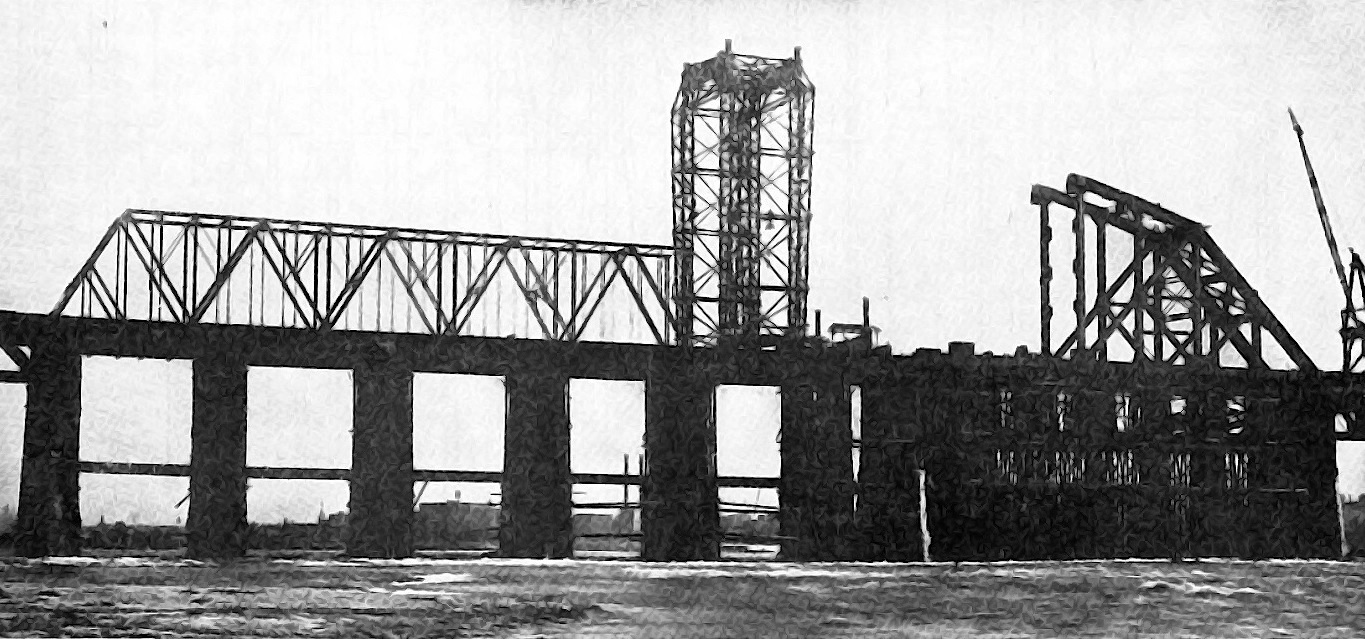
Austausch der Fachwerkträger 1918, zur Aufrechterhaltung des Bahnverkehrs wurden die Fachwerkträger mit Baugerüsten abgestützt und die Einzelkomponenten mittels Portalkränen transportiert (Mitte)

Finks Brücke stellte sich als äußerst robust heraus und war bis auf drei Anstriche, kleinere Reparaturen an den Bolzenverbindungen und den Austausch der Tragbalken der Gleisebene in fast 50 Jahren Betrieb in ihren Strukturelementen nahezu wartungsfrei; die Drehbrücke über dem Louisville and Portland Canal modernisierte man allerdings 1902, wobei der alte Fachwerkträger und der Drehmechanismus ersetzt wurden. Das Verkehrsaufkommen verdoppelte sich Anfang des 20. Jahrhunderts auf über 300 Züge täglich, bei einer stetigen Zunahme der Gewichte der Dampflokomotiven und der transportierten Fracht. Die PRR sah sich in den 1910er-Jahren daher gezwungen, die Brücke mit einem neuen zweigleisigen Stahl-Überbau zu versehen. Die Brückenpfeiler waren gleich dem ursprünglichen Eisen-Überbau in einem hervorragenden Zustand und konnten nach kleineren Modifikationen weiterverwendet werden. Von Juni 1916 bis Oktober 1918 erfolgte der Austausch der Fachwerkträger bei laufendem Betrieb mit Hilfe von Portalkränen. Im Zuge des Umbaus wurde zu Gunsten des zweiten Gleises auf einen zusätzlichen Fußweg verzichtet und die Drehbrücke durch eine Hubbrücke ersetzt. Die Eröffnung der neuen Brücke fand im Januar 1919 statt. Entwurf und Ausführung leitete der Brückenbauingenieur der Pennsylvania Railroad, J. C. Bland. Zu seinem Mitarbeiterstab zählte unter anderem Frank M. Masters, der als Metallurge für die Überwachung der Produktion der Stahlkomponenten zuständig war. Er wurde später Partner von Ralph Modjeski im bis heute bestehenden Ingenieurbüro Modjeski & Masters, das unter anderem 1929 die flussaufwärts folgende Louisville Municipal Bridge errichtete. Die Hubbrücke entwarf der damals führende Experte für diesen beweglichen Brückentyp, John Alexander Low Waddell, der zu jener Zeit mit seinem Sohn das Ingenieurbüro Waddell & Son betrieb. J. A. L. Waddell konstruierte über 70 Brücken dieser Bauart und war Mitbegründer des heute als Hardesty & Hanover fortbestehenden Ingenieurbüros.

### Staustufe und Eigentümerwechsel bis 1994

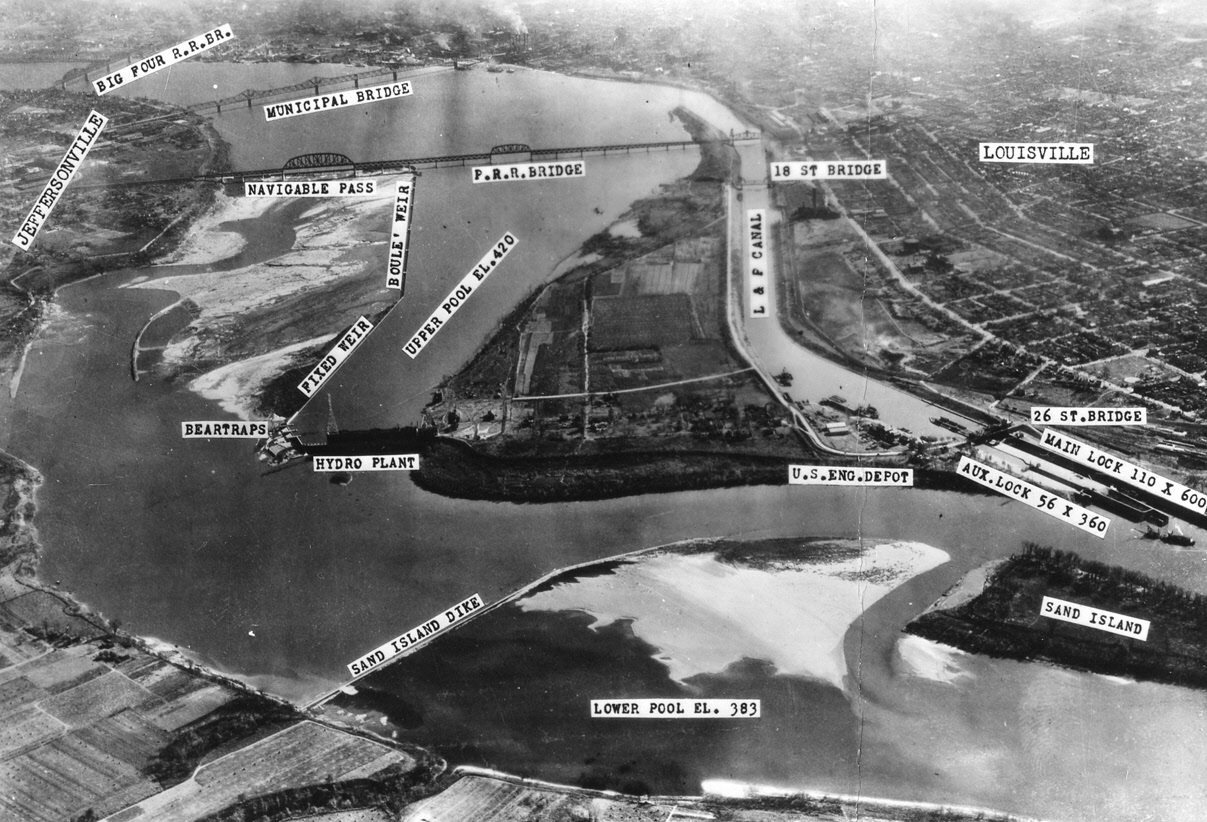
Luftbild aus den 1940er-Jahren des Lock and Dam No. 41 mit der Eisenbahnbrücke (P.R.R. Bridge) und der Louisville Municipal Bridge im Hintergrund

Der Louisville and Portland Canal wurde 1874 verstaatlicht und vom United States Army Corps of Engineers übernommen. Es folgten mehrere Erweiterungen der Schleusen und des unterhalb der Brücke verlaufenden Kanals, was auch den Bau der Hubbrücke bedingte. Durch die Entfernung des Mittelpfeilers der alten Drehbrücke konnte hier die Breite der Fahrrinne von 32 m auf über 70 m verbreitert werden. Weiterhin wurde in Höhe der Falls of the Ohio eine Staustufe errichtet, deren Staumauer man in den 1920er-Jahren mit einem bei Niedrigwasser aufrichtbaren Segmentwehr (wicket dam) und einem Laufwasserkraftwerk als Lock and Dam No. 41 erweiterte. Ab Ende der 1950er-Jahre erfolgten weitere Vergrößerungen der Schleusenanlagen und die Errichtung eines neuen Drucksegmentwehrs (Tainter gates), dabei wurde die letzte Fahrrinne unter dem größten Fachwerkträger der Brücke verschlossen. Im Jahr 1960 benannte man die Staustufe in McAlpine Locks and Dam um, deren Reservoir die Stromschnellen heute größtenteils überdeckt. Nur im nördlichen Teil hinter der Hochwasserentlastung sind vor der Brücke noch Teile erhalten, die sich heute im Falls of the Ohio State Park befinden.
Infolge des einsetzenden Ausbaus des Straßennetzes und des Entstehens des motorisierten Individualverkehrs transportierte die Eisenbahn immer weniger Güter und Personen, was in den 1970er-Jahren zur Insolvenz gleich mehrerer Eisenbahngesellschaften im Osten der USA führte. Darunter befand sich mit der Penn Central auch der Nachfolger der PRR. Als Folge wurde die staatliche Auffanggesellschaft Conrail geschaffen, in deren Besitz auch die Eisenbahnbrücke über den Ohio überging. Im Jahr 1994 wurde die Louisville and Indiana Railroad (LIRC) als Teil der Anacostia Rail Holdings Company gegründet, die eine Strecke von 170 km zwischen Louisville und Indianapolis von Conrail erwarb. Dies schloss auch die Fourteenth Street Bridge mit ein, die heute von der Eisenbahngesellschaft eingleisig für den Güterverkehr betrieben wird sowie auch dem Kooperationspartner CSX Transportation zur Verfügung steht. Die CSX investierte ab 2015 etwa 100 Mio. US$ in den Ausbau der LIRC-Strecke nach Indianapolis, um sie auch mit 130-Tonnen-Güterwagen nutzen zu können. Zudem konnte dadurch die zulässige Höchstgeschwindigkeit von 40 auf fast 80 km/h erhöht werden. In diesem Rahmen überholte die LIRC 2015 auch den Antrieb der Hubbrücke. Dabei kam es im April zum Versagen einer Halterung für die Stahlkabel, woraufhin der Schiffsverkehr für 48 Stunden unterbrochen werden musste. Durch die Kooperation mit der CSX entwickelte sich die LIRC zu einer der erfolgreichsten lokalen Eisenbahngesellschaften und wurde Anfang 2019 von der Fachzeitschrift Railway Age zur Short Line of the Year gewählt.

## Beschreibung
Die Fourteenth Street Bridge gliedert sich in den Nordteil auf der Indiana-Seite (Gruppe V), den waagerechten Mittelteil in Kentucky mit den beiden größten Fachwerkträgern über den damals teilweise nutzbaren Fahrrinnen (Gruppe III und IV) und den ebenfalls in Kentucky befindlichen Südteil, der durch die Hubbrücke über dem Kanal abgeschlossen wird (Gruppe I und II). Insgesamt besitzt der Überbau aus den 1910er Jahren 21 Fachwerk- und vier Balkenträger sowie zwei Fachwerktürme (Hubbrücke). Er ruht auf 26 gemauerten Brückenpfeilern aus Sandstein, die größtenteils aus dem Jahre 1870 stammen. Sie erreichen eine Höhe von bis zu 32 m und wurden direkt auf dem Grundgestein des Flussbettes errichtet. Zur Aufnahme des breiteren zweigleisigen Stahl-Überbaus wurden die Brückenpfeiler teilweise eingekürzt und mit Stahlauflagen versehen, die die Auflager der Brückenelemente tragen. Der größte Fachwerkträger (im Mittelteil) musste entsprechend der staatlichen Vorgaben beim Umbau vergrößert werden und erstreckt sich heute über 196 m (vorher 122 m), wobei ein ehemaliger Brückenpfeiler entfernt wurde. Weitere Änderungen bezogen auf die Spannweite betrafen den Neubau der Hubbrücke und der angrenzenden Balkenträger auf der Südseite sowie zwei kleinere Balkenträger am Widerlager der Nordseite in Indiana. Die restlichen Pfeilerabstände der insgesamt 1614 m langen Brücke blieben unverändert und variieren zwischen 46 m und 113 m (die Spannweiten sind i. d. R. etwas kürzer, da ein Pfeiler immer die Auflager zweier benachbarter Brückenfelder trägt und bei Anbringung in gleicher horizontaler Ebene nicht beide auf der Pfeilermittelachse liegen können).

### Nordteil (Indiana)

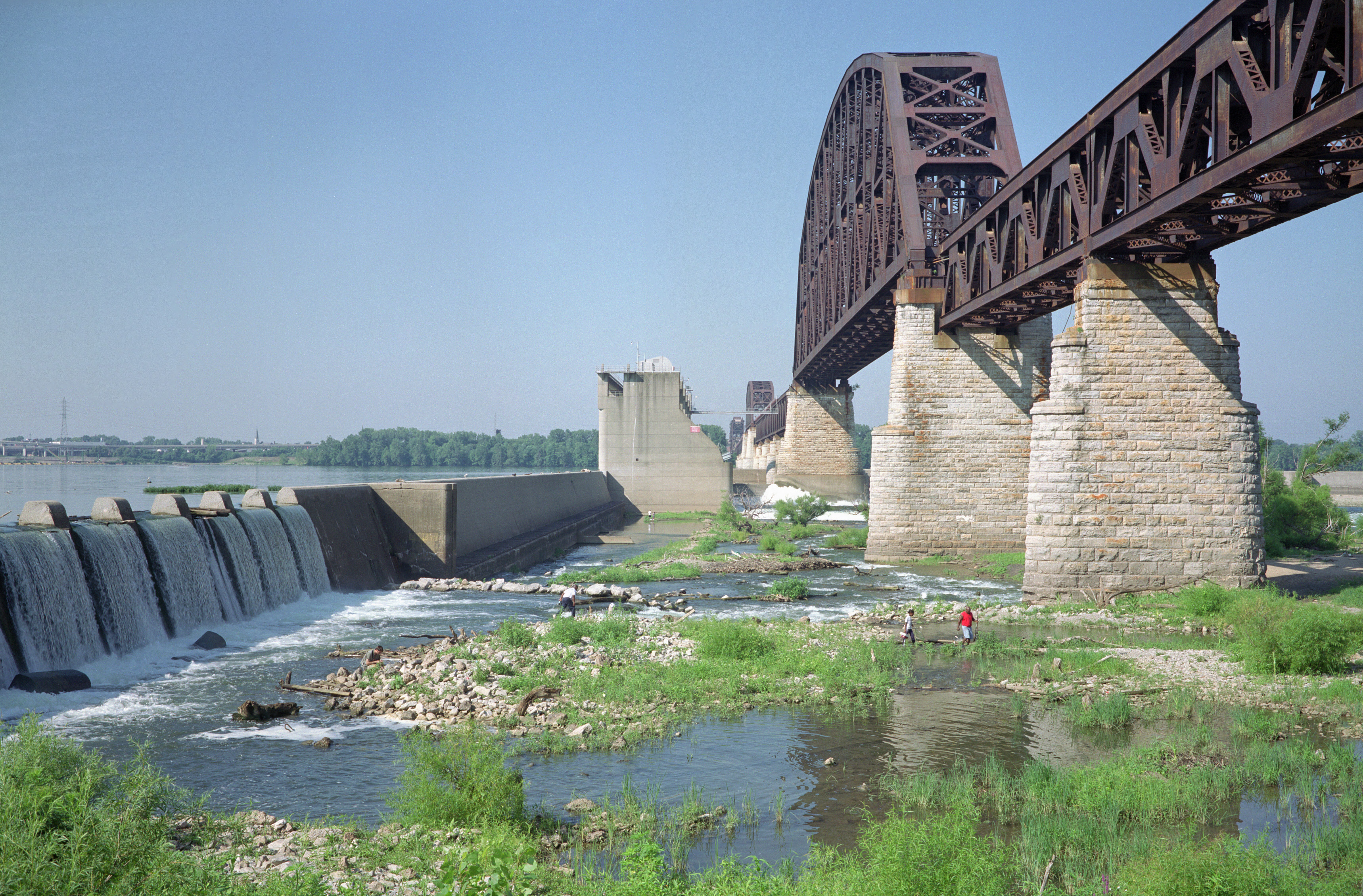
Fachwerkträger der Nordseite vor der Staumauer des McAlpine Locks and Dam, darauf folgt der größte Träger mit 196 m Spannweite (Blick vom Falls of the Ohio State Park)

Der Nordteil der Brücke beginnt am Indiana-Ufer des Ohio mit dem Widerlager, das beidseitig von gemauerten Türmen bis auf Höhe der Gleisebene flankiert wird und den ersten, 10 m langen Balkenträger einrahmt. Darauf folgt über den Ohio River Scienic Bayway ein weiterer Balkenträger von 30 m Länge, an den sich vier parallelgurtige Fachwerkträger mit obenliegendem Gleis über den Falls of the Ohio State Park anschließen, die als Strebenfachwerke mit Pfosten ausgeführt sind und in dieser Bauform für insgesamt 18 Fachwerkträger der Brücke in unterschiedlichen Größen zur Anwendung kamen. Die Längen variieren hier zwischen 46 m und 55 m, wobei die Höhe mit der Länge zunimmt und bei den längsten baugleichen Trägern im Mittelteil über 10 m erreicht (bei einer Spannweite von 75 m). Die Steigung bis zum Mittelteil beträgt auf diesem 251 m langen Teilstück 13,8 ‰. Die Grenze zwischen den Bundesstaaten Indiana und Kentucky verläuft unter dem dritten Fachwerkträger.

### Mittelteil (Kentucky)

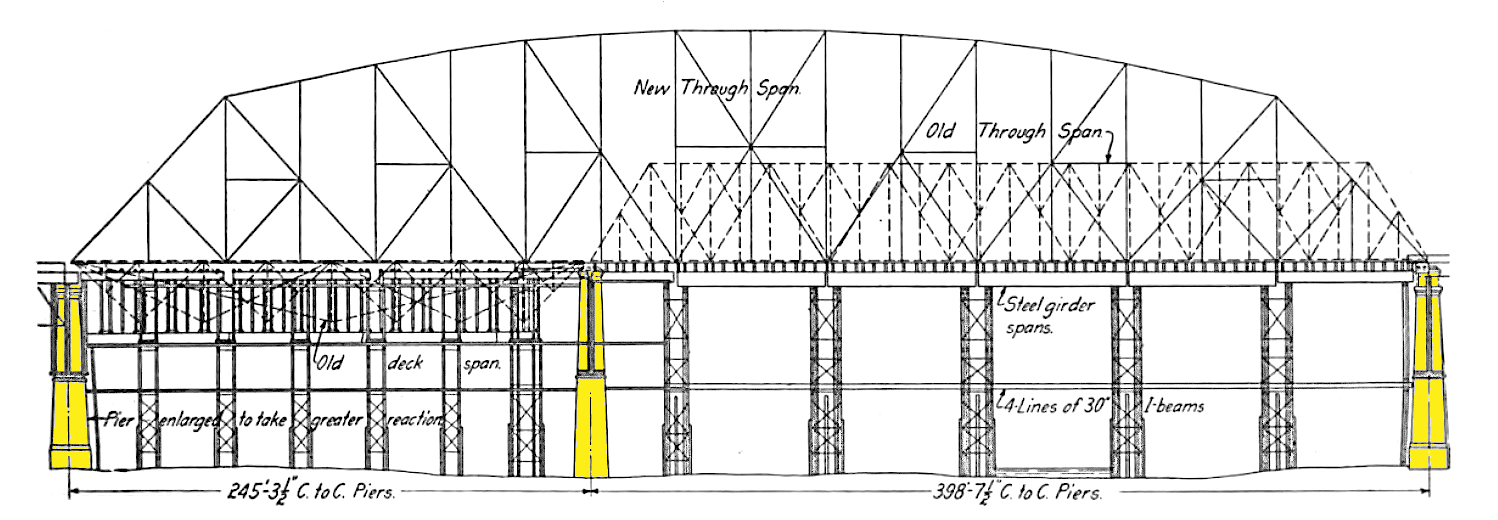
Zeichnung vom Bau des 196-m-Trägers mit den beiden alten Trägern und Baugerüsten, Brückenpfeiler sind gelb hervorgehoben (der mittlere wurde entfernt); Angaben in Fuß (′) und Zoll (″).

Der waagerechte Mittelteil erstreckt sich mit einer Länge von 684 m über sieben Brückenfelder. Über den ehemaligen Fahrrinnen, die nur bei ausreichendem Wasserstand befahrbar waren und heute von der Staumauer verschlossen sind, befinden sich ein 113 m und ein 196 m langer Halbparabelträger mit untenliegendem Gleis, zwischen denen fünf der parallelgurtigen Fachwerkträger mit obenliegendem Gleis angebracht sind, die hier Längen von rund 75 m haben. Die Halbparabelträger mit ihrem gebogenen Obergurt sind als Ständerfachwerke ausgeführt, mit zusätzlichen Pfosten sowie zusätzlichen Längs- und Querverstrebungen im unteren Bereich, wodurch die Fachwerkfelder nochmals unterteilt und verstärkt werden. Diese als Pennsylvania truss bezeichnete Bauform wurde von der Pennsylvania Railroad entwickelt und bis in die 1930er Jahre verwendet. Sie war bei höheren Traglasten im Design materialsparender als ältere Fachwerkskonstruktionen, was zur Minimierung des Eigengewichtes gerade bei großen Spannweiten von Bedeutung war. Wie oben erwähnt, erstreckt sich der längste Träger der Brücke mit einer Spannweite von 196 m über drei der ehemaligen Brückenpfeiler, wobei der mittlere Pfeiler entfernt und der südliche in Richtung Kentucky für den 5630 t schweren Stahlträger verstärkt wurde; er besitzt daher als einziger der Strompfeiler im unteren Bereich eine Betonummantelung. Der Fachwerkträger erreicht in der Mitte eine Konstruktionshöhe von über 35 m und ist 11,5 m breit. Er zählt zu den größten einfachen Fachwerkträgern (Einfeldträger) der Welt und wurde seinerzeit nur von der Metropolis Bridge (1917, 220 m) und der MacArthur Bridge (1912, 204 m) übertroffen.

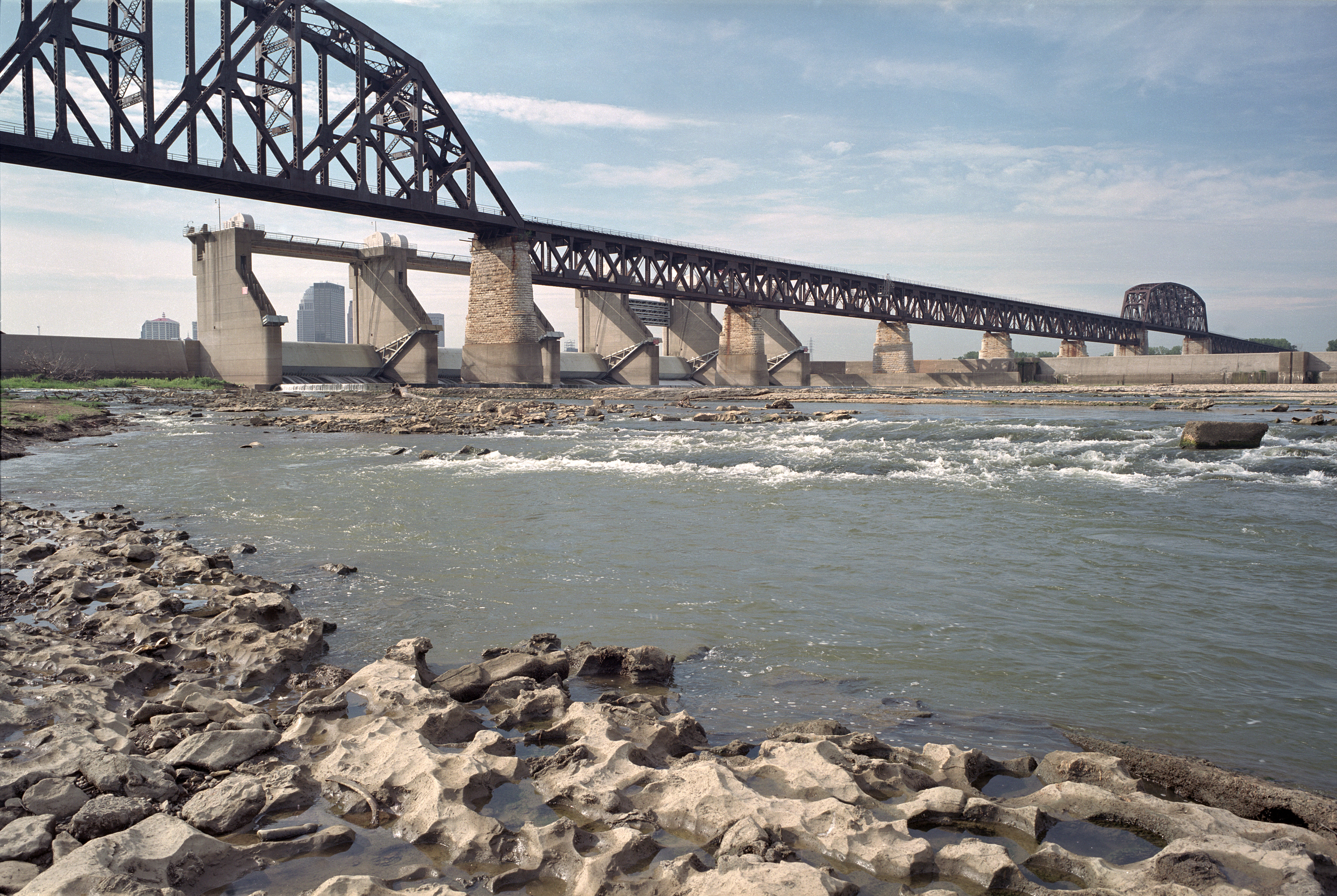
Mittelteil mit den beiden äußeren Fachwerkträgern mit untenliegendem Gleis
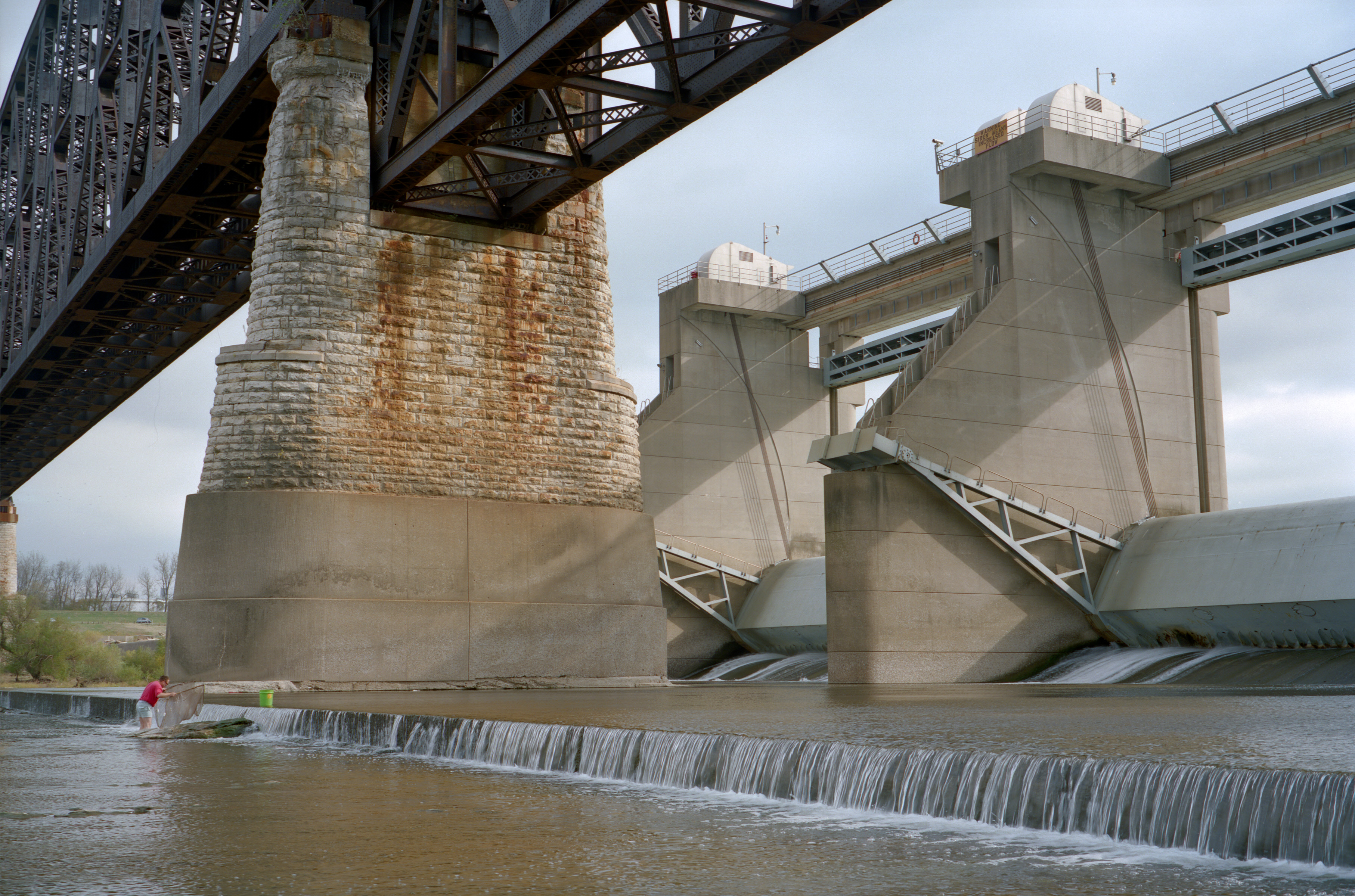
Verstärkter Brückenpfeiler vor dem Segmentwehr, zum Größenvergleich siehe den Angler links
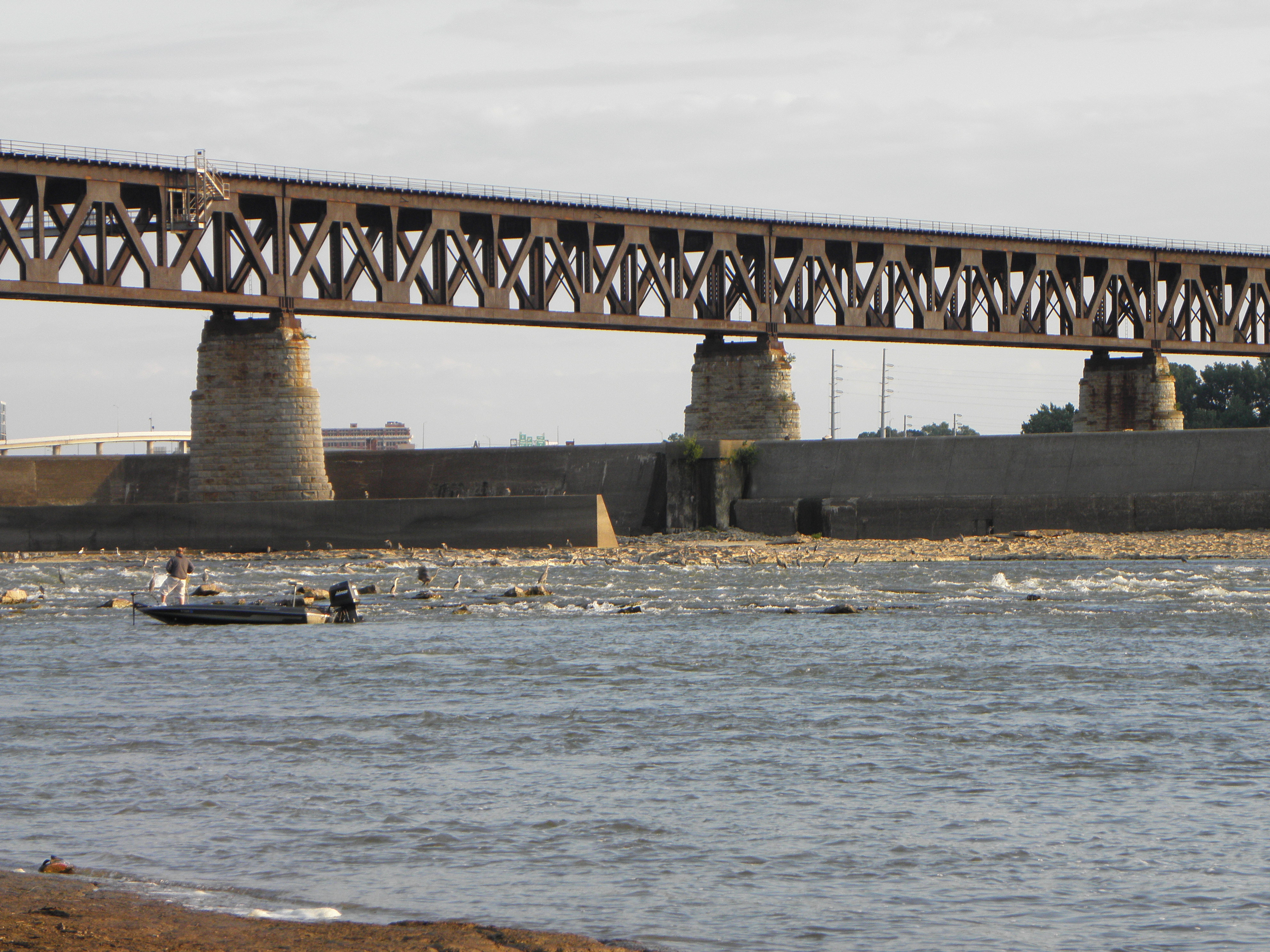
75-m-Fachwerkträger mit obenliegendem Gleis im Mittelteil

### Südteil mit Hubbrücke (Kentucky)

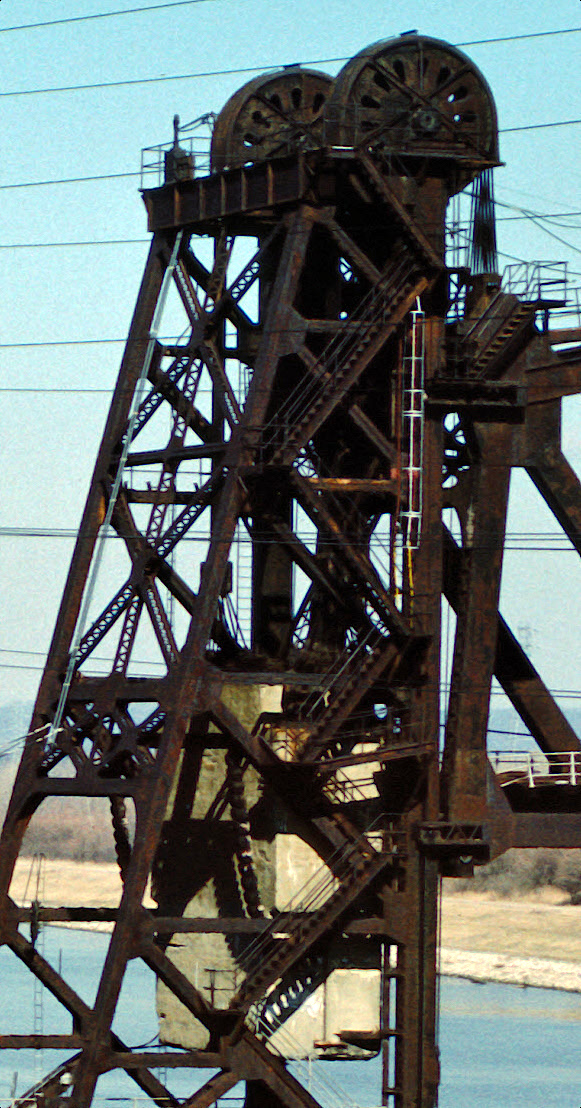
Südlicher Fachwerkturm der Hubbrücke mit Umlenkrollen und Stahlbeton-Gegengewicht

Der Südteil der Brücke besteht aus neun der parallelgurtigen Fachwerkträger mit obenliegendem Gleis, deren Länge sich von 69 m bis auf 46 m in Richtung Kentucky-Ufer reduziert. Den Abschluss bildet eine Hubbrücke mit einer Spannweite von 79 m über dem Kanal, die zwischen zwei 12 m breiten Fachwerktürmen geführt wird. Die Übergänge zu den anderen Fachwerkträgern bzw. zum Widerlager am Kentucky-Ufer sind durch Balkenbrücken von 33 m bzw. 18 m Länge realisiert. Der Louisville and Portland Canal erstreckt sich nach mehrfachen Verbreiterungen heute neben der Hubbrücke über drei weitere Brückenfelder, und mehrere ehemalige Strompfeiler stehen dadurch auf der künstlich angelegten Landzunge des Shippingport Island, die den Kanal von Reservoir des McAlpine Locks and Dam abtrennt. Der insgesamt 670 m lange Südteil der Brücke besitzt ein Gefälle von 14,4 ‰, wobei die Untergurte der Hubbrücke horizontal ausgerichtet sind und nur die Gleisebene eine Neigung aufweist.

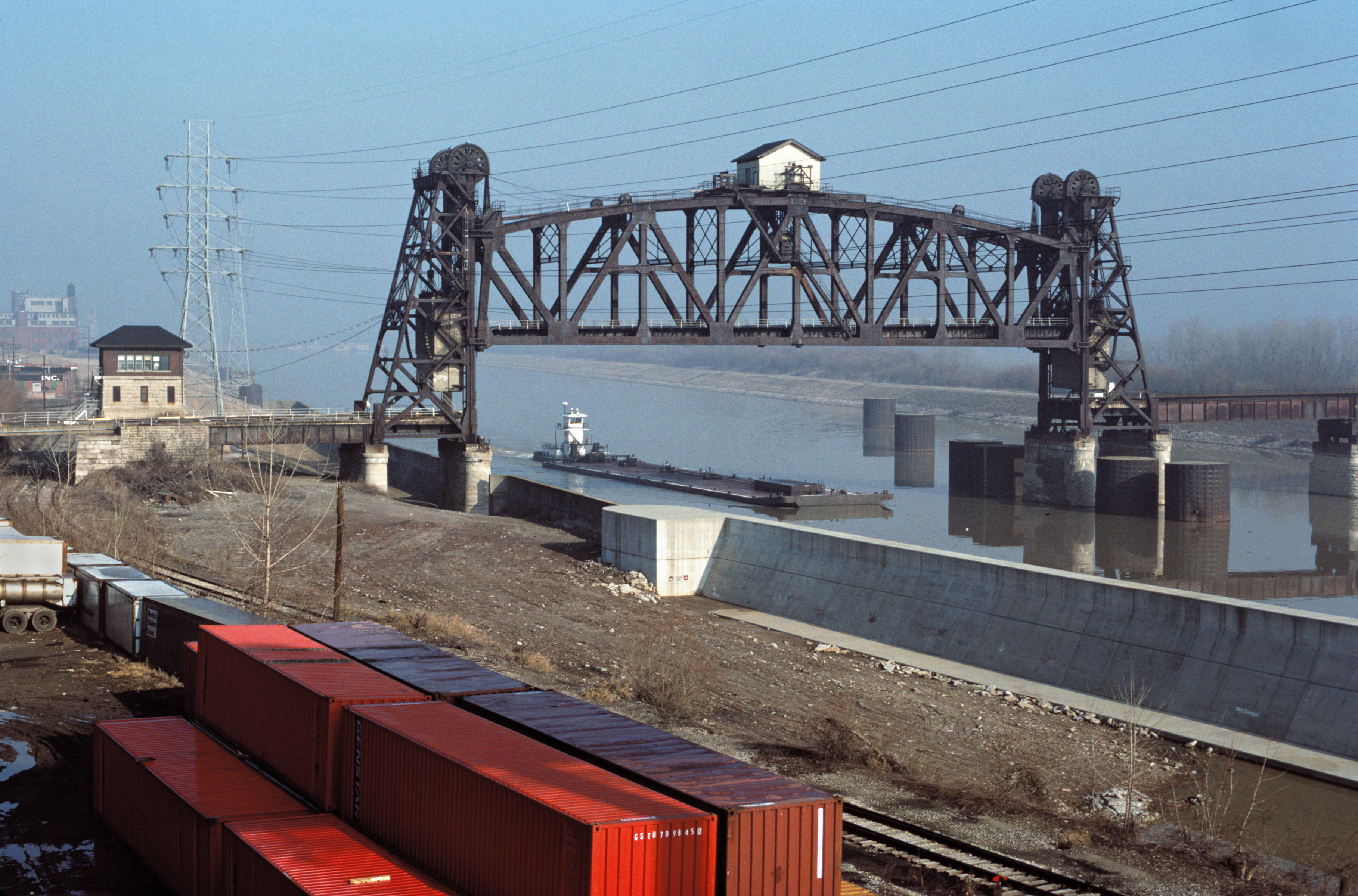
Geöffnete Hubbrücke mit dem Betriebshaus auf dem Mittelteil des Fachwerkträgers, links das Stellwerk am Ende der Brücke

Die Vertikalbewegung des 1200 t schweren Halbparabelträgers der Hubbrücke – ausgeführt als Strebenfachwerk mit Pfosten – wird durch Stahlbeton-Gegengewichte realisiert, die innerhalb der 32 m hohen Fachwerktürme an 4×16 Stahlseilen mit je 5,4 cm Durchmesser hängen, welche in Gruppen von 16 Seilen über Stahl-Umlenkrollen an der Spitze der Türme geführt werden. Diese haben einen Durchmesser von 4,6 m, die Gesamthöhe der Stahlkonstruktion erreicht dadurch über 34 m. Die Steuerung erfolgt über ein weiteres Seilzugsystem, das von zwei Elektromotoren angetrieben wird, die sich in einem Betriebshaus auf dem Mittelteil des Fachwerkträgers befinden. Zusätzlich kann die Bedienung von einem Stellwerk aus erfolgen, das sich am Ende der Brücke neben dem Widerlager befindet. Der Fachwerkträger kann knapp 10 m angehoben werden und ermöglicht dem Schiffsverkehr eine Durchfahrtshöhe von 21 m (Lichte Höhe bei normalem Wasserstand des Reservoirs der Staustufe).
In Richtung Louisville folgt auf das Widerlager noch eine Balkenbrücke über ehemalige Gleisanlagen, die heute Teil des Louisville Riverwalk sind. Bevor die Zufahrt zur Brücke im Stadtraster von Louisville entlang der namensgebenden 14. Straße (engl. Fourteenth Street) verläuft, unterquert sie noch eine Hochstraße der kreuzenden Interstate 64.